# Joachim Chreptowicz
Joachim Chreptowicz (Nowogródek, Polonia-Lituania, 4 de enero de 1729 - Varsovia, Gran Ducado de Varsovia, 4 de marzo de 1812), también conocido por el pseudónimo Jeden z współziomków, fue un escritor, poeta y político polaco, conocido por ser el último Gran Canciller de Lituania. Chreptowicz fue un activista de la fisiocracia y ocupó uno de los principales cargos en la Confederación de Targowica.

## Obras
- "Réponse de la part du Roi aux Députés de la Délégation prononcée par... le 16 févier 1774" (1774)
- "Powinności i władza departamentów w Radzie, na sesji sejmowej w r. 1776 d. 23 września dane" (1776)
- "Poezja" (1781)
- "Wiadomość względem użytecznego i trwałego poprawiania łąk" (1785)
- "Magazyn Warszawski (1785)
- "Odpowiedź tegoż, powst. 1787, wyd. w: F. Karpiński Dzieła wierszem i prozą (1787)
- "Głos JW. Jmci Pana... na sesji sejmowej dnia 18 grudnia r. 1789 (1789)
- "Odezwa do publiczności" (1794)
- "Reprodukcja coroczna krajowa" (1802)
- "Na obraz Rafaela. Wiersz łaciński" (1810)
- "Pamiętnik Warszawski" (1810)
- "O prawie natury, pismo oryginalne jednego z współziomków" (publicado dos años después de su muerte)